# Heartbeat Song (canción de Kelly Clarkson)
«Heartbeat Song» es una canción de la cantante y compositora estadounidense Kelly Clarkson, perteneciente su séptimo álbum de estudio, Piece by Piece (2015). La canción fue escrita por Mitch Allan, Audra Mae, Kara DioGuardi y Jason Evigan, la canción es un uptempo synthpop producido por Greg Kurstin. Líricamente, canta de conocer a una persona que restaura la fe de alguien en el amor. "Heartbeat Song" fue lanzado por RCA Records como del primer sencillo del álbum el 12 de enero de 2015.
Tras su lanzamiento, "Heartbeat Song" ha recibido en general una respuesta positiva por parte de los críticos musicales, que complementa la producción de la canción y los temas vivaces, mientras elogiando el regreso de Clarkson a la música pop contemporánea. Algunos críticos señalaron la extrema similitud de la melodía de la canción a la del sencillo de Jimmy Eat World "The Middle" (2001). Comercialmente, el sencillo debutó en la lista estadounidense  Billboard  Hot 100 en el número 37, y hasta el momento ha alcanzado su punto máximo en el número 21, marcando su decimosexto top 40 en el conteo. También se convirtió en el debut más alto de Clarkson entre sus veinte entradas en el Billboard Adult Top 40. A nivel internacional, la canción ha alcanzado su punto máximo dentro de los diez primeros lugares en 5 países, entre ellos están Austria, Corea del Sur, Sudáfrica, Escocia y Países Bajos. 
El video musical fue dirigido por Marc Klasfeld y cuenta con escenas de varias personas oprimidas y su proceso de encontrar el amor de nuevo. Clarkson interpretó "Heartbeat Song" en The Graham Norton Show en febrero de 2015.

## Antecedentes y composición
Poco después del lanzamiento de su primer álbum de Navidad,  Wrapped in Red  (2013), Clarkson, a pesar de su embarazo, comenzó a grabar material para su séptimo álbum de estudio, con una fecha de lanzamiento de destino en 2014. Una de estas pistas, "Heartbeat Song", 
es un tema uptempo synthpop producido por Greg Kurstin. Líricamente, la canción canta de conocer a una persona que restaura la fe de alguien en el amor. Musicalmente, USA Today, Brian Mansfield comentó que el registro sirve de sonoro desfibrilador, comenzando con una sacudida de la melodía, sus ritmos cambiantes un par de veces antes de asentarse finalmente en su pulso constante; mientras que Bradley Stern de Idolator describe su producción como un Top 40 Radio-friendly y remarcó que la pista hace una elevación del pulso de Clarkson mientras cae en el amor por encima del tambor, guitarra y toques sintetizadores de los 80.
"Heartbeat Song" fue escrito por Mitch Allan, Audra Mae, Kara DioGuardi y Jason Evigan en un campo de escritura con una sesión de dos días. En una entrevista con Entertainment Tonight, Mae reveló que DioGuardi se le ocurrió la idea principal y lo utilizó como coro de la canción, con todos los demás contribuyentes. Luego de lanzar la canción a diferentes artistas, más tarde se enteró durante la época de Navidad que Clarkson había grabado y planea lanzar la canción como el  primer sencillo de su próximo álbum.

## Lista de canciones
| Descarga digital — Sencillo |                  |          |  |
| N.º                         | Título           | Duración |  |
| 1.                          | «Heartbeat Song» | 3:18     |  |

| Sencillo en CD |                                |          |  |
| N.º            | Título                         | Duración |  |
| 1.             | «Heartbeat Song»               | 3:18     |  |
| 2.             | «Heartbeat Song (Lenno Remix)» | 3:16     |  |

| Descarga digital - Didrick Remix - Sencillo |                                  |          |  |
| N.º                                         | Título                           | Duración |  |
| 1.                                          | «Heartbeat Song (Didrick Remix)» | 3:15     |  |

## Posicionamiento en listas

### Listas semanales
| Lista (2015)                                | Mejor posición |
| ------------------------------------------- | -------------- |
| Australia (ARIA)                            | 29             |
| Austria (Ö3 Austria Top 40)                 | 8              |
| Bélgica (Flandes) (Ultratip Bubbling Under) | 7              |
| Bélgica (Valonia) (Ultratip Bubbling Under) | 12             |
| Canadá (Canadian Hot 100)                   | 25             |
| República Checa (Rádio Top 100)             | 25             |
| Dinamarca (Airplay danés)                   | 16             |
| Francia (SNEP)                              | 180            |
| Alemania (Media Control AG)                 | 16             |
| Países Bajos (Mega Single Top 100)          | 71             |
| Nueva Zelanda (Recorded Music NZ)           | 21             |
| Polonia (Polish Airplay Top 100)            | 18             |
| Escocia (Scottish Singles Sales Chart)      | 3              |
| Eslovaquia (Rádio Top 100)                  | 27             |
| Sudáfrica (EMA)                             | 4              |
| España (Top 100 Canciones)                  | 36             |
| Suecia (Sverigetopplistan)                  | 20             |
| Suiza (Schweizer Hitparade)                 | 38             |
| Reino Unido (UK Singles Chart)              | 7              |
| República Dominicana(Monitor Latino)        | 15             |
| Estados Unidos (Billboard Hot 100)          | 21             |
| Estados Unidos (Adult Contemporary)         | 4              |
| Estados Unidos (Adult Top 40)               | 7              |
| Estados Unidos (Hot Dance Club Songs)       | 20             |
| Estados Unidos (Mainstream Top 40)          | 20             |